# ベレンガリア・オブ・ナヴァール
ベレンガリア・オブ・ナヴァール（Berengaria of Navarre, 1165年/1170年頃 - 1230年12月23日）は、イングランド王リチャード1世の王妃。ナバラ王サンチョ6世（賢王）とカスティーリャ王アルフォンソ7世の王女サンチャの長女でサンチョ7世の妹、シャンパーニュ伯ティボー3世妃ブランカの姉。バスク語及びスペイン語名ベレンゲラ（バスク語: Berengela、スペイン語: Berenguela）、フランス語名ベランジェール（フランス語: Bérengère）。

## 生涯
1191年3月、第3回十字軍に参加していたリチャード1世は滞在していたシチリア島・メッシーナで長年の婚約者であったフランス王フィリップ2世の姉アデルとの婚約を破棄し、ナバラ王女ベレンガリアとの婚約を発表した。イングランド王リチャード1世は当時、ナバラに隣接するアキテーヌ公も兼ねていた（アンジュー帝国）。
ベレンガリアの父サンチョ6世は、1172年にフランスのリモージュを訪問した際、リチャード1世の母アリエノール・ダキテーヌのポワティエの宮廷で歓待を受けたことがあり、交流があった。リチャード1世とベレンガリアのなれそめについては、リチャード1世が即位する以前にポワティエ伯であった頃、パンプローナで開催されたベレンガリアの兄サンチョ7世主催の馬上槍試合で彼女を見初め、後に詩も贈っていたという話がある。
まさに十字軍に身を投じんとする状態のリチャード1世であったが、アリエノールが自らナバラに赴き、ベレンガリアを伴ってリチャード1世を追った。一行はシチリア王タンクレーディの妨害に遭ったが、1191年4月にシチリアに到着、ここでリチャード1世と前シチリア王グリエルモ2世の王妃であったリチャード1世の妹ジョーンと合流した。アリエノールはアンジュー帝国に帰り、ベレンガリアの身はジョーンに託された。ロマンチストでもあったリチャード1世は、聖地エルサレムでの挙式を希望し、一行は十字軍と共に聖地に向かうべくメッシーナを出航した。
しかし出航から2日すると艦隊はひどい嵐に見舞われ、ジョーンとベレンガリアの乗船する船は損傷し、近くのキプロス島へ漂着した。キプロスでは太守イサキオス・コムネノスにジョーン共々リチャード1世の軍資金もろとも捕縛されるが、キプロスに上陸したリチャード1世が軍を率いてキプロスを征服、イサキオスを攻め捕らえたおかげで解放された。キプロスを占領したリチャード1世は5月12日、キプロスのリマソルでベレンガリアと結婚、アッコへジョーンとベレンガリアらを連れて出航した。また、リチャード1世は結婚に当たりナバラにバス＝ナヴァール（現在のフランス領バスク）を割譲した。
その後ベレンガリアは、夫の転戦に伴い義妹ジョーンと共にアッコ、シチリア、ローマ、ピサ、ジェノヴァ、マルセイユ、ポワトゥーと移り、夫の幽閉中はポワトゥーにいた。
1199年の夫の戦傷死後、ナバラには戻らず再婚もせず、ポワティエからル・マンに移ったが、リチャード1世の後を継いだ義弟のジョン王は当初ベレンガリアに寡婦年金を送ってこず、教皇や司教たちが仲立ちをした。しかし以降も送金は途絶えがちであり、ジョンの息子のヘンリー3世の時代になると、ベレンガリアは妹のブランカ（後にナバラ王となるシャンパーニュ伯ティボー4世の母）のもとに身を寄せ生活した。その後、やっと送られてきた年金をもとにシトー会の修道院を建て、1230年に亡くなるまで信仰生活に没頭した。
「趣味の良い貴婦人、賢くて優しく、徳があって美しい」と遠征隊に付き従って来た年代記作家から称賛されたが、素行が悪いリチャード1世を落ち着かせることが出来ず、結婚しても酒と男色に溺れる日々を送ったリチャード1世との間に子は出来なかった。またイングランド王妃であったにもかかわらず、姑アリエノールが事実上の王妃としてリチャード1世の傍らにいたため、解放された夫が敢行した1194年の2度目の戴冠式では欠席、夫の死後もアリエノールがイングランドに隠然たる力を持っていたため、ベレンガリアはイングランドでの立場は無く、イングランドの土を踏むことはなかった。